# Emmanuel Lebesson
Emmanuel Lebesson (Niort, 24 de abril de 1988) es un jugador de tenis de mesa francés.
Compitió en los Juegos Olímpicos de Río de Janeiro 2016.

## Palmarés internacional
| Campeonato Europeo | Campeonato Europeo | Campeonato Europeo | Campeonato Europeo   |
| Año                | Lugar              | Medalla            | Prueba               |
| ------------------ | ------------------ | ------------------ | -------------------- |
| 2015               | Ekaterimburgo      | Medalla de bronce  | Equipo               |
| 2016               | Budapest           | Medalla de oro     | Individual masculino |
| 2017               | Luxemburgo         | Medalla de bronce  | Equipo               |
| 2019               | Nantes             | Medalla de bronce  | Equipo               |
| 2020               | Varsovia           | Medalla de bronce  | Dobles mixto         |
| 2022               | Múnich             | Medalla de oro     | Dobles mixto         |